# Team MTN/2008
Deze pagina geeft een overzicht van de MTN-wielerploeg in 2008. 

## Algemene gegevens
Sponsors: MTN
Algemeen manager: Douglas Ryder
Ploegleider(s): Jacques Fullard
Fietsen: Raleigh

## Renners
| Naam                | Geboortedatum | Nationaliteit | Ploeg 2007            |
| ------------------- | ------------- | ------------- | --------------------- |
| Kevin Evans         | 06-06-1978    | Zuid-Afrika   | Neo                   |
| David-Harold George | 23-02-1976    | Zuid-Afrika   | CSC Marcello          |
| Jonathan Kinnear    | 26-02-1988    | Zuid-Afrika   |                       |
| Malcolm Lange       | 22-11-1973    | Zuid-Afrika   |                       |
| Neil McDonald       | 28-02-1977    | Zuid-Afrika   |                       |
| Ian McLeod          | 03-10-1980    | Zuid-Afrika   | La Française des Jeux |
| Bradley Potgieter   | 11-05-1989    | Zuid-Afrika   | Neo                   |
| Jay Robert Thomson  | 12-04-1986    | Zuid-Afrika   | Konica Minolta        |
| Juan Van Heerden    | 24-09-1986    | Zuid-Afrika   | Neo                   |
| Nicholas White      | 08-01-1974    | Zuid-Afrika   |                       |
| Waylon Woolcock     | 08-07-1982    | Zuid-Afrika   |                       |

## Overwinningen
Ronde van Egypte
1e etappe: Jay Robert Thomson
2e etappe: Jay Robert Thomson
Eindklassement: Jay Robert Thomson
Ronde van de Kaap
5e etappe (individuele tijdrit): David-Harold George
Nationale kampioenschappen wielrennen
Zuid-Afrika wegrit: Ian McLeod
Ronde van Marokko
3e etappe: Malcolm Lange
5e etappe: Malcolm Lange
8e etappe: Malcolm Lange
9e etappe: Nicholas White
Amashova National Classic
Winnaar: Malcolm Lange
Afrikaanse kampioenschappen wielrennen
Tijdrit: Jay Robert Thomson
2007 · 2008 · 2009 · 2010 · 2011 · 2012 · 2013 · 2014 · 2015 · 2016 · 2017 · 2018 · 2019 · 2020 · 2021